# Michael Foale
Colin Michael Foale (Louth, Inglaterra, 6 de Janeiro de 1957) é um ex-astronauta nascido na Grã-Bretanha e naturalizado norte-americano (tem as duas nacionalidades). É um veterano em missões em ônibus espaciais e longas visitas ao espaço a bordo da Mir e da Estação Espacial Internacional (ISS) e foi o primeiro britânico de nascimento a realizar uma caminhada no espaço,possuindo também o recorde de tempo no espaço por um cidadão norte-americano: 374 dias, 11 horas e 19 minutos.
Graduou-se no The King's School da Cantuária em 1975 e formou-se em Física no Queens College, na Universidade de Cambridge, em 1978, passando pelo exame Natural Sciences Tripos, recebendo a honra de primeiro da classe. Recebeu seu doutorado (ou PhD) em Astrofísica na Universidade de Cambridge em 1982. Após o doutorado, participou de projetos científicos de mergulho.
Iniciando uma carreira no Programa espacial estadunidense e mudou-se para Houston, Texas, para trabalhar em problemas de navegação de ônibus espaciais na McDonnell Douglas Aircraft Corporation.

## NASA

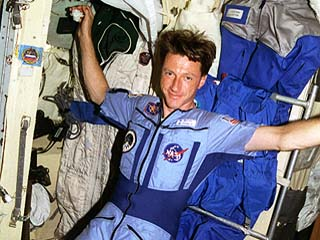
Foale a bordo da Mir.

Em Junho de 1983 Foale juntou-se à divisão de operações de missões da NASA no Centro Espacial Lyndon B. Johnson. Em sua capacidade como oficial de carga Centro de Controle de Missões, ele foi responsável pela operação de carga das seguintes missões tripuladas STS-51-G, STS-51-I, STS-61-B e STS-61-C.
Foi selecionado como um astronauta candidato em 1987. Antes de realizar seu primeiro voo, teve que voar no simulador do  Shuttle Avionics Integration Laboratory (SAIL) para providenciar sua verificação e testar o software do ônibus, depois desenvolveu um grupo de resgate e operações integradas para a International Space Station Alpha. Ele viajou em missões com os ônibus espaciais STS-45 (1992), STS-56 (1993) e STS-63 (1995). Nesta última, fez quatro horas de atividade extraveicular. Ele foi selecionado para uma prolongada missão a bordo da estação espacial russa Mir. Durante uma estada de quatro meses na Mir em 1997, a estação colidiu com uma nave de suprimentos e Foale teve de fazer 6 horas em EVA para inspecionar os danos externos.
Em 1999 foi membro da missão com o ônibus espacial STS-103, na qual ele conduziu uma caminhada no espaço de 8 horas para reparar componentes do telescópio Telescópio Espacial Hubble. No ano de 2003, foi nomeado comandante da ISS na Expedição 8 e formou a equipagem da estação com o cosmonauta Alexander Kaleri. Sua estadia de seis meses em órbita acabou em 29 de Abril de 2004.
Foi condecorado com a Ordem do Império Britânico na lista diplomática das Honras de Ano novo em dezembro de 2004.
Apesar de nascer em Louth, considera a cidade de Cambridge, Inglaterra, como seu lar. É casado com a estadunidense Rhonda Butler, de Louisville, Kentucky, com quem teve dois filhos, Jenna Michelle (7 de Dezembro de 1991) e Ian Christopher (22 de Setembro de 1994). Gosta de muitas atividades ao ar livre, particularmente windsurf. Esportes como voo privado, em planadores e mergulho tem sido seus maiores interesses. Ele também gosta de estudar física e escrever softwares para programas destinados a crianças. Seus pais, Colin e Mary Foale moram em Cambridge, Inglaterra.